# Cúp bóng đá Ukraina 1998–99
Cúp bóng đá Ukraina 1998–99 là mùa giải thứ 8 của giải đấu bóng đá loại trực tiếp hàng năm ở Ukraina, còn có tên là Kubok of Ukraine.
Giải cúp khởi tranh với một vòng sơ loại.
Đội vô địch sẽ tham gia với tư cách đại diện đội đoạt cúp bóng đá Ukraina ở Cúp các câu lạc bộ đoạt cúp bóng đá quốc gia châu Âu mùa giải 1999—2000.

## Lịch thi đấu

### Vòng sơ loại
Chỉ có một trận đấu giữa các đội từ Ternopil Oblast diễn ra vào ngày 1 tháng 8 năm 1998.
| Krystal Chortkiv | 3 – 1 | Zoria Khorostkiv |  |

Ghi chú:

### Vòng loại thứ nhất
Trận đầu tiên diễn ra vào ngày 25 tháng Tám và trận thứ hai – 29 tháng Tám.
| Portovyk Illichivsk     | 1 – 7 | Odessa                    | 1:3 và 0:4 |
| Krystal Kherson         | 4 – 1 | Dynamo-SKA Odessa         | 3:1 và 1:0 |
| Metalurh Novomoskovsk   | 8 – 2 | Viktor Zaporizhia         | 4:0 và 4:2 |
| Bukovyna Chernivtsi     | 2 – 3 | Cementnyk-Khorda Mykolaiv | 1:2 và 1:1 |
| Krystal Chortkiv        | 4 – 6 | Verkhovyna Uzhhorod       | 4:1 và 0:5 |
| Chornomorets Sevastopol | 1 – 2 | Tytan Armiansk            | 0:1 và 1:1 |
| Olimpia Yuzhnoukrainsk  | 5 – 1 | Lokomotyv Smila           | 3:1 và 2:0 |
| Dynamo-3 Kyiv           | 0 – 5 | Systema-Borex Borodianka  | 0:4 và 0:1 |
| Hirnyk-Sport Komsomolsk | 1 – 5 | Obolon-PVO Kyiv           | 0:2 và 1:3 |
| Veres Rivne             | 0 – 5 | Hazovyk Komarne           | 0:2 và 0:3 |
| Naftovyk Dolyna         | 1 – 2 | Paperovyk Malyn           | 0:0 và 1:2 |
| Shakhtar Stakhanov      | 5 – 2 | Avanhard Rovenky          | 4:0 và 1:2 |
| Oskol Kupyansk          | 0 – 2 | Zoria Luhansk             | 0:0 và 0:2 |
| Elektron Romny          | 6 – 2 | Myrhorod                  | 4:1 và 2:1 |
| Halychyna Drohobych     | 1 – 3 | Podillya Khmelnytsky      | 1:2 và 0:1 |

Ghi chú:

### Vòng loại thứ hai
| Chornomorets Odessa          | 2 – 4          | Odessa                   | 1:1 và 1:3 |
| Metalurh Nikopol             | 6 – 4          | Krystal Kherson          | 4:1 và 2:3 |
| Polihraftekhnika Oleksandria | 2 – 3 (s.h.p.) | Metalurh Novomoskovsk    | 1:0 và 1:3 |
| Cementnyk-Khorda Mykolaiv    | 2 – 2          | Nyva Vinnytsia           | 0:0 và 2:2 |
| Verkhovyna Uzhhorod          | 2 – 3          | Lviv                     | 1:0 và 1:3 |
| Tytan Armiansk               | 1 – 3          | Torpedo Zaporizhia       | 1:1 và 0:2 |
| Olimpia Yuzhnoukrainsk       | –: +           | Kremin Kremenchuk        | 0:1 và –:+ |
| Cherkasy                     | 3 – 0          | Systema-Borex Borodianka | 3:0 và 0:0 |
| Yavir Krasnopilya            | 4 – 2          | Obolon-PVO Kyiv          | 2:1 và 2:1 |
| Hazovyk Komarne              | 5 – 2          | Dynamo-2 Kyiv            | 3:2 và 2:0 |
| Polissya Zhytomyr            | 1 – 2          | Paperovyk Malyn          | 1:1 và 0:1 |
| Shakhtar Stakhanov           | 2 – 7          | Stal Alchevsk            | 2:6 và 0:1 |
| Shakhtar Makiivka            | 2 – 3          | Zoria Luhansk            | 1:2 và 1:1 |
| Elektron Romny               | 2 – 4          | Naftovyk Okhtyrka        | 2:2 và 0:2 |
| Podillya Khmelnytsky         | 2 – 3          | Volyn Lutsk              | 1:0 và 1:3 |

Ghi chú:

### Vòng loại thứ ba
| Odessa             | 6 – 3 | Metalurh Novomoskovsk      | 2:0 và 4:3 |
| FC Lviv            | 7 – 3 | Tsementnyk-Khorda Mykolaiv | 5:0 và 2:3 |
| Torpedo Zaporizhia | 0 – 2 | Kremin Kremenchuk          | 0:2 và 0:0 |
| Yavir Krasnopillya | 1 – 3 | FC Cherkasy                | 0:0 và 1:3 |
| Hazovyk Komarno    | 2 – 5 | Desna Chernihiv            | 2:0 và 0:5 |
| Metalurh Nikopol   | 1 – 0 | Paperovyk Malyn            | 1:0 và 0:0 |
| Zorya-MALS Luhansk | 0 – 7 | Stal Alchevsk              | 0:0 và 0:7 |
| Naftovyk Okhtyrka  | 5 – 5 | Volyn Lutsk                | 5:4 và 0:1 |

Ghi chú:

### Vòng loại thứ tư
| Metalurh Zaporizhia | 4 – 5 | Odessa                       | 3:2 và 1:3 |
| FC Lviv             | –: +  | Metalist Kharkiv             | 2:1 và –:+ |
| Zirka Kirovohrad    | 8 – 1 | Kremin Kremenchuk            | 5:1 và 3:0 |
| FC Cherkasy         | 3 – 4 | Tavriya Simferopol           | 1:1 và 2:3 |
| Desna Chernihiv     | 1 – 2 | Prykarpattia Ivano-Frankivsk | 1:1 và 0:1 |
| Metalurh Nikopol    | 2 – 3 | SC Mykolaiv                  | 1:1 và 1:2 |
| Metalurh Mariupol   | 5 – 3 | Stal Alchevsk                | 2:0 và 3:3 |
| CSKA Kyiv           | 2 – 2 | Volyn Lutsk                  | 0:0 và 2:2 |

Ghi chú:

### Vòng Một
| Odessa           | 2 – 8 | Dynamo Kyiv                  | 2:4 và 0:4 |
| Metalurh Donetsk | 2 – 4 | Metalist Kharkiv             | 0:1 và 2:3 |
| Zirka Kirovohrad | 1 – 0 | Dnipro Dnipropetrovsk        | 0:0 và 1:0 |
| Nyva Ternopil    | 0 – 4 | Tavriya Simferopol           | 0:2 và 0:2 |
| Shakhtar Donetsk | 7 – 4 | Prykarpattia Ivano-Frankivsk | 4:0 và 3:4 |
| SC Mykolaiv      | 1 – 5 | Kryvbas Kryvyi Rih           | 0:2 và 1:3 |
| Karpaty Lviv     | 4 – 3 | Metalurh Mariupol            | 2:0 và 2:3 |
| CSKA Kyiv        | 0 – 1 | Vorskla Poltava              | 0:0 và 0:1 |

Ghi chú:

### Tứ kết
| Metalist Kharkiv   | 1 – 5 | Dynamo Kyiv        | 1:2 và 0:3 |
| Shakhtar Donetsk   | 2 – 1 | Kryvbas Kryvyi Rih | 2:1 và 0:0 |
| Vorskla Poltava    | 2 – 6 | Karpaty Lviv       | 2:3 và 0:3 |
| Tavriya Simferopol | 2 – 2 | Zirka Kirovohrad   | 2:1 và 0:1 |

Ghi chú:

### Bán kết
| Zirka Kirovohrad | 1 – 6 | Dynamo Kyiv      | 1:5 và 0:1 |
| Karpaty Lviv     | 2 – 2 | Shakhtar Donetsk | 1:0 và 1:2 |

Ghi chú:
- Shakhtar thắng trên sân nhà ở phút bù giờ, tuy nhiên câu lạc bộ bị thua.

### Chung kết
Trận Chung kết diễn ra trên sân NSC Olimpiysky on ngày 30 tháng 5 năm 1999 ở Kiev.
| Dynamo Kyiv                                           | 3–0      | Karpaty Lviv |
| ----------------------------------------------------- | -------- | ------------ |
| Andriy Shevchenko 18', 67' · Valiatsin Bialkevich 19' | Chi tiết |              |

## Danh sách ghi bàn nhiều nhất
| Cầu thủ | Số bàn thắng | Đội bóng |
| ------- | ------------ | -------- |